# Cuatro Cruces, delstaten Mexiko
Cuatro Cruces är en ort i kommunen Sultepec i delstaten Mexiko i Mexiko. Samhället hade 176 invånare vid folkräkningen 2020.